# The Taming of the Snood
The Taming of the Snood est un film américain avec Buster Keaton, réalisé par Jules White et sorti en 1940.

## Fiche technique
- Réalisation : Jules White
- Scénario : Ewart Adamson et Clyde Bruckman
- Date de sortie : 28 juin 1940

## Distribution
- Buster Keaton
- Elsie Ames
- Dorothy Appleby